# Hu Binyuan
Hu Binyuan (chiń. upr. 胡斌渊; chiń. trad. 胡斌淵; pinyin Hú Bīnyuān; ur. 7 listopada 1977 r. w Szanghaju) – chiński strzelec sportowy, brązowy medalista olimpijski, pięciokrotny indywidualny medalista mistrzostw świata, specjalizujący się w trapie podwójnym.

## Igrzyska olimpijskie
Na swoich pierwszych igrzyskach w Ateny zajął czwarte w konkurencji trapu podwójnego. Cztery lata później w Pekinie zdobył brązowy medal z wynikiem 184 punktów. Na igrzyskach w 2012 roku w Londynie nie zdołał zakwalifikować się do finału, zostając sklasyfikowanym na 14. miejscu. Na następnych igrzyskach w Rio de Janeiro zajął 8. pozycję.
| Igrzyska | Miejscowość    | Konkurencja   | Kwalifikacje | Kwalifikacje | Finał | Finał   |
| Igrzyska | Miejscowość    | Konkurencja   | Wynik        | Pozycja      | Wynik | Pozycja |
| -------- | -------------- | ------------- | ------------ | ------------ | ----- | ------- |
| IO 2004  | Ateny          | Trap podwójny | 134          | 6. Q         | 177   | 4.      |
| IO 2008  | Pekin          | Trap podwójny | 138          | 4. Q         | 184   | brąz    |
| IO 2012  | Londyn         | Trap podwójny | 133          | 14.          | NQ    | NQ      |
| IO 2016  | Rio de Janeiro | Trap podwójny | 135          | 8.           | NQ    | NQ      |